# O Sanctissima

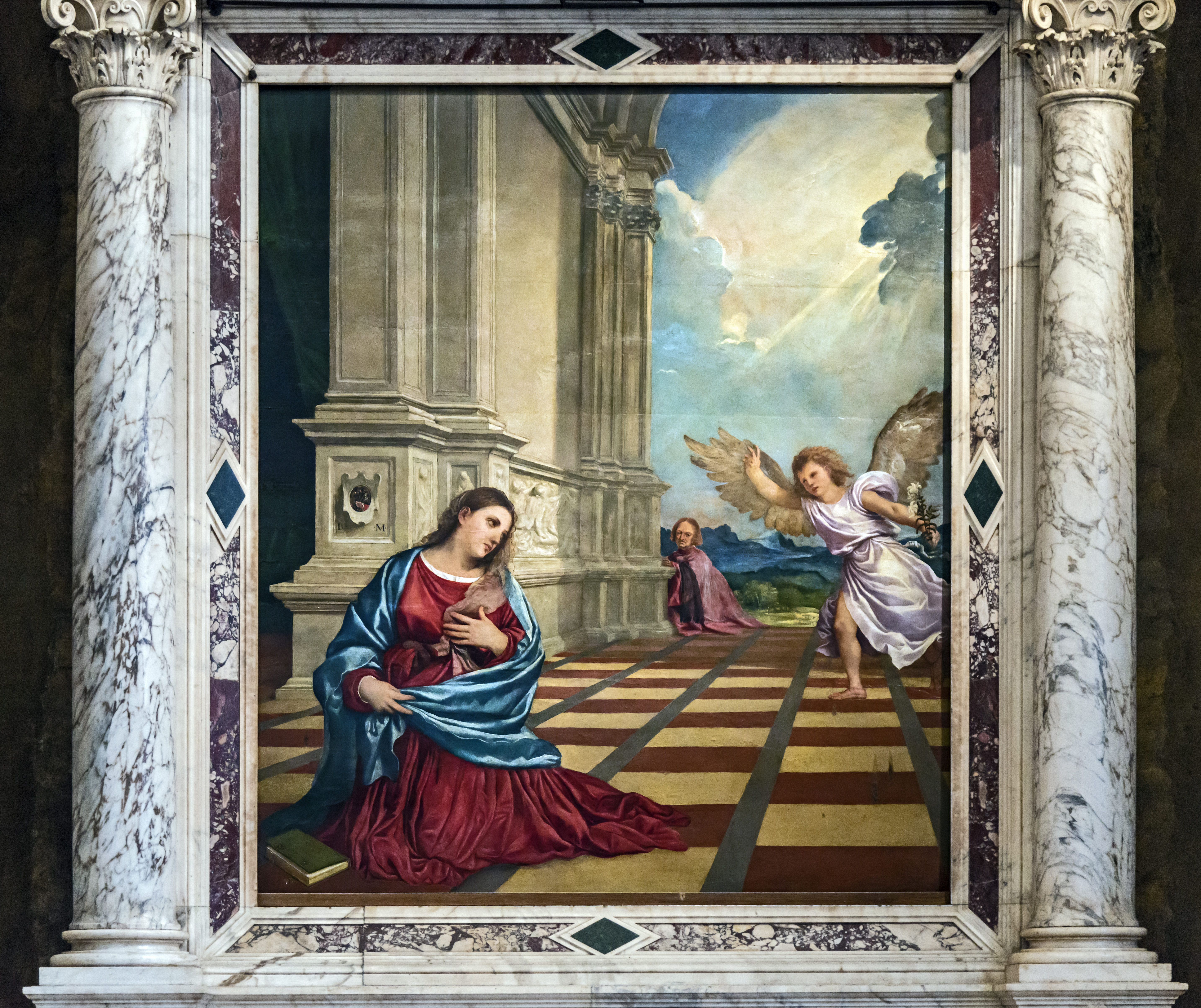
Titre en latin :
O sanctissima (incipit)
Titre en français :
O Très Sainte
Genre :
hymne (liturgie locale)
Origine et auteur :
inconnus
Premier témoignage :
Charles Burney
1770 (Venise)
Première publication :
1792 (Londres)
Image :
Annonciation de Titien (cathédrale de Trévise)

L’O Sanctissima est une prière catholique dédiée à la Vierge Marie. Encore aujourd'hui, la version originale latine est beaucoup plus priée et chantée que les versions traduites.
La prière rappelle la sainteté, la piété et la douceur de la Vierge Marie. Elle souligne que Marie est aimée sans tache ; ceci fait allusion à l'Immaculée-Conception. Cette prière souligne la beauté de la Vierge Marie, notamment par la formule Tota Pulchra Es, qui est aussi le titre d'une autre prière. 
Les deux premiers vers du troisième strophe font clairement allusion au Cantique des cantiques : « Comme un lis au milieu des épines, Telle est mon amie parmi les jeunes filles » (Ct 2:2). Enfin, la demande « Pour nous priez à l'heure de notre mort » peut aussi être trouvée dans l'Ave Maria.

## Le texte de la prière
| latin | français |
| --- | --- |
| O sanctissima O piissima Dulcis Virgo Maria Mater amata intemerata Ora ora pro nobis. Tota pulchra es O Maria Et macula non est in te Mater amata intemerata Ora ora pro nobis. Sicut lilium inter spinas Sic Maria inter filias Mater amata intemerata Ora ora pro nobis. In miseria in angustia Ora Virgo pro nobis Pro nobis ora in mortis hora Ora ora pro nobis. | Ô Très Sainte, Ô Très Pieuse Douce Vierge Marie Mère ayant été aimée sans tache Priez, priez pour nous. [strophes ajoutées] 2. Tu es toute belle, ô Marie Et la faute originelle n'est point en toi Mère ayant été aimée sans tache Priez, priez pour nous. 3. Comme un lis au milieu des épines Telle est Marie parmi les jeunes filles Mère ayant été aimée sans tache Priez, priez pour nous. 4. En misère et en angoisse Priez Vierge, pour nous Pour nous priez à l'heure de notre mort Priez, priez pour nous. |

Le texte ne connaissait à l'origine qu'une seule strophe tandis que les strophes II - IV furent successivement ajoutées, avec assez de variantes.

## Partition

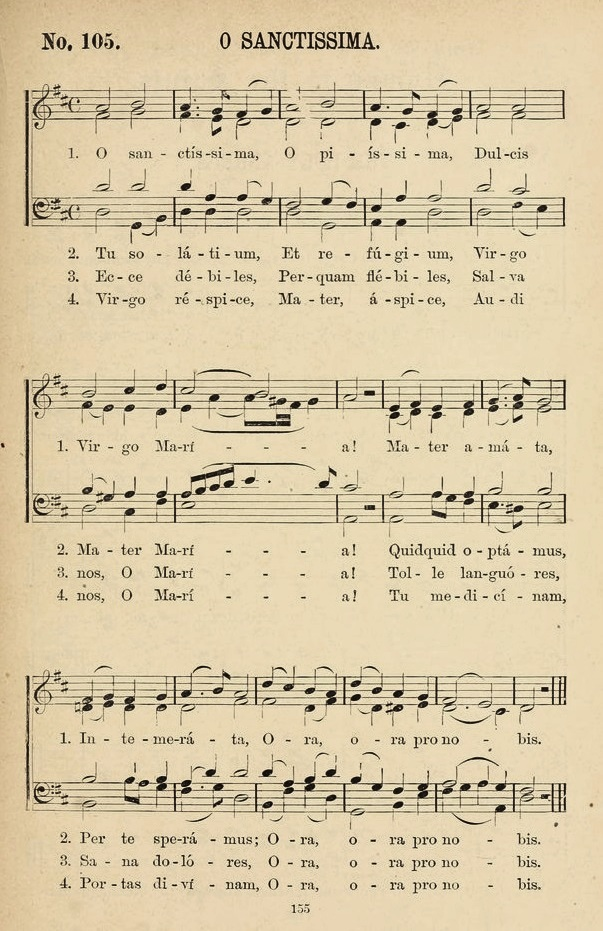
English and Latin hymns, New York 1884, version en usage aux États-Unis.

## Historique

### Origine
L'origine de l'hymne O sanctissima reste inconnue. Toutefois, plus précisément, il existe peu d'études scientifiques par les chercheurs. 
Il semble que l'hymne ne soit pas une composition tout à fait originelle, car son incipit se trouve dans plusieurs documents plus anciens. L'incipit Ave Virgo sanctissima, en tant que titre de la Sainte Vierge, était au XVe siècle en usage, par exemple à Aix-en-Provence. Vers 1580, Francisco Guerrero composa un motet polyphonie Ave Virgo sanctissima. 
D'ailleurs, une prière mariale se trouve dans le dit Office de la Vierge, début de Prime, Heures à l'usage de Thérouanne (sans doute XVe siècle), folios 114v - 115v, dont l'incipit est O sanctissima o dulcissima o piissima o misericordissima. Un manuscrit des motets de Louis-Nicolas Clérambault, écrit au début du XVIIIe siècle, se commençait avec l'incipit O puissima, o sanctissima, Mater Virgo Maria.
Puis, l'hymne actuelle apparut et fut rapidement diffusée à partir de 1792, avec son attribution de l'origine à la Sicile.

### Premières publications

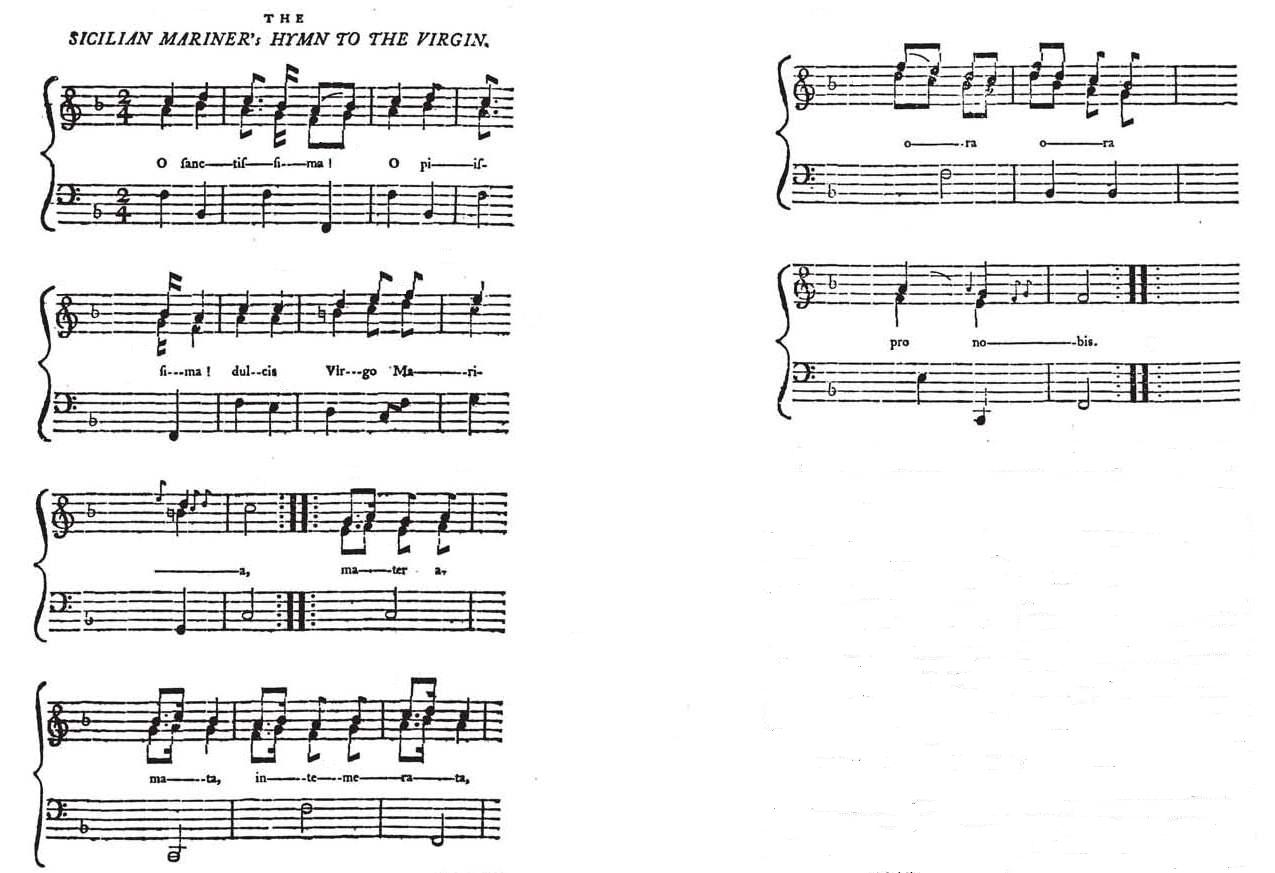
European Magazine and London Review, p. 385 - 386 (1792).

Avant que quelques compositions par les musiciens ne soient effectuées, la publication de mélodie apparut, pour la première fois, en 1792. Il s'agissait d'une partition dans la revue European Magazine and London Review . La pièce était intitulée The Sicilian Mariner Hymn to the Virgin (L'hymne de marins de Sicile en hommage à la Sainte Vierge). La publication aux États-Unis avait apparu en 1794 tandis qu'elle fut suivi de celle de version anglaise à Londres en 1795 avec un texte différent qui était issu du psaume 19 (18).
À la suite de ces publications, l'hymne devint très populaire au Royaume-Uni et aux États-Unis. De surplus, l'usage dans les pays anglophones fit paraphraser la pièce en hymne protestante.
En France, si celle-ci était bien appréciée, la pratique restait assez modeste. Ainsi, un recueil, publié en 1850 sous l'approbation de l'archevêque de Paris, et qui était destiné à plus de vingt-trois paroisses parisiennes , présentait cette hymne sur la dernière page et en seule première strophe .

### Attribution hypothétique
En dépit du titre donné par la revue de Londres, l'attribution de l'origine à la Sicile n'est pas certaine.
On considérait que les marins de Sicile la chantaient à l'unisson et au soir, mais la tradition ne connaissait que la première strophe, d'après l'article de 1792, qui n'était autre qu'une citation du texte de Charles Burney ayant visité la république de Venise. Le docteur Burney soulignait l'effet de l'unisson par 3 000 voix qui chantaient l'hymne O sanctissima. Selon ce musicologue, tous ceux qui l'exécutaient étaient des marins de Sicile sur leurs bateaux et lors du coucher de soleil ainsi qu'à minuit.  
Or, faute de manuscrit qui peut confirmer cette attribution, William Crump (2013) doutait l'origine de la tradition sicilienne. Ce qui demeure plus certain est que la pratique était et est liée à Venise,, témoignée pour la première fois par Charles Burney en août 1770,.
Il est à noter que la partition de Johann Gottfried Herder († 1803) fut publiée en 1807 . S'il avait visité la Sicile en 1788, la publication de Stimmen der Völker in Liedern était posthume. Aussi l'attribution à la tradition sicilienne reste-t-elle hypothétique.

### Composition musicale
Cette pièce inspire un peu de compositeurs. Ludwig van Beethoven et Antonin Dvořák laissent leurs œuvres tandis qu'Ernst Theodor Amadeus Hoffmann paraphrase en faveur de sa musique de scène. Charles Gounod, en exil à Londres, en arrange en quatre voix a cappella, ce qui est chanté au Royal Albert Hall. 

## Usage liturgique
S'il s'agit d'une hymne catholique, elle ne fut jamais un chant officiel du rite romain (à savoir, liturgie locale sous autorisation). D'où il existe assez nombreuses variations, y compris des versions en anglais.
À l'origine, l'usage n'était pas fixé. Toutefois, cette pièce est de nos jours souvent chantée à Noël, à la suite de sa publication en 1792 en faveur de Noël. L'usage fut évolué notamment chez les protestants. La version en allemand créée par Johannes Falk fut enrichie par des strophes de Heinrich Holzschuher, laquelle est capable de s'adapter à de grandes fêtes, Noël, Pâques et Pentecôte .

## Paraphrase
En raison d'une ressemblance mélodique, l'hymne serait l'origine d'une chanson We Shall Overcome et encore d'autres.  

## Mise en musique

### Musique classique
- Ludwig van Beethoven (1770 - † 1827) : œuvre pour 3 solistes, piano et cordes, WoO157, n° 4 (1817)[13]
- Ernst Theodor Amadeus Hoffmann (1776 - † 1822) : œuvre pour scène à 4 voix (1808)[14]
- Étienne Soubre (1813 - † 1871) :
  - œuvre pour soprano, chœur de femmes à 3 voix et orgue[15]
  - œuvre à 2 voix de femmes avec orgue[15]
  - œuvre à 3 voix de femmes avec orgue[15]
- Antonin Dvořák (1841 - † 1904) : œuvre pour alto, basse et orgue, B95a (1879)[16]

### Musique contemporaine
- Paul Mealor (1975 - ) : hymne pour choœur à 4 voix a cappella (2009)[17]

### Œuvre d'orgue
- Friedrich Lux (1820 - † 1895) : Fantasie de Concert sur O Sanctissima, op. 29[18] [partition en ligne]

### IncipitO piissima o sanctissima
- Louis-Nicolas Clérambault (1676 - † 1749) : Motet de la Sainte Vierge, O piissima o sanctissima à 3 voix et basse continue, C135, dans le recueil Motets à une, deux et trois voix et simphonie[19] [manuscrit en ligne]

### IncipitO sanctissima
- Charles Gounod (1818 - † 1893) : Sicilian mariner Hymn, CG299[12]